# Amarygmus watti
Amarygmus watti es una especie de escarabajo del género Amarygmus, categorizada en la tribu Amarygmini, de la subfamilia Tenebrioninae. Fue descrita por Bremer en 2005.
Se distribuye por Oceanía: Australia, Nueva Gales del Sur y Queensland y en Nueva Zelanda. Suele habitar en praderas, en helechos y árboles de la especie Kunzea ericoides y Knightia excelsa.